# Абдельхамід Сабірі
Абдельхамід Сабірі (араб. عبد الحميد صابيري, нар. 28 листопада 1996, Гульміма) — марокканський та німецький футболіст, півзахисник італійської «Сампдорії».
Виступав за молодіжну збірну Німеччини.

## Клубна кар'єра
Народився 28 листопада 1996 року в Марокко. У трирічному віці перебрався з батьками до Німеччини, де згодом займався футболом в структурі клубів «Кобленц» та «Дармштадт 98».
У дорослому футболі дебютував 2015 року виступами в Оберлізі за «Зіген», з якого за рік перейшов до друголігового «Нюрнберга», в системі якого, утім, грав здебільшого за другу команду.
Згодом з 2017 по 2019 рік грав за «Гаддерсфілд Таун», у складі якого, утім, лише епізодично виходив на поле в іграх англійської Прем'єр-ліги. 2019 року повернувся до Німеччини, де протягом сезону грав за «Падерборн 07» у Бундеслізі.
Влітку 2020 року перебрався до Італії, ставши гравцем друголігового «Асколі», кольори якого захищав до початку 2022 року, коли був орендований вищоліговою «Сампдорією». Влітку того ж року генуезький клуб викупив контракт гравця за 1 мільйон євро.

## Виступи за збірну
Протягом 2018—2019 років залучався до складу молодіжної збірної Німеччини. На молодіжному рівні зіграв у 5 офіційних матчах, забивши 1 гол.

## Статистика виступів

### Статистика клубних виступів
Станом на 22 травня 2022
| Сезон                        | Команда                      | Чемпіонат                    | Чемпіонат | Чемпіонат | Національний кубок | Національний кубок | Національний кубок | Континентальні кубки | Континентальні кубки | Континентальні кубки | Інші змагання | Інші змагання | Інші змагання | Усього | Усього | Усього |
| Сезон                        | Команда                      | Ліга                         | Ігор      | Голів     | Ліга               | Ігор               | Голів              | Ліга                 | Ігор                 | Голів                | Ліга          | Ігор          | Голів         | Ігор   | Голів  |        |
| ---------------------------- | ---------------------------- | ---------------------------- | --------- | --------- | ------------------ | ------------------ | ------------------ | -------------------- | -------------------- | -------------------- | ------------- | ------------- | ------------- | ------ | ------ | ------ |
| 2015–16                      | «Зіген»                      | ОЛ                           | 30        | 18        | -                  | -                  | -                  | -                    | -                    | -                    | -             | -             | -             | 30     | 18     |        |
| 2016–17                      | «Нюрнберг» II                | РЛ                           | 21        | 12        | -                  | -                  | -                  | -                    | -                    | -                    | -             | -             | -             | 21     | 12     |        |
| січ.-черв. 2017              | «Нюрнберг»                   | 2БЛ                          | 9         | 5         | КН                 | -                  | -                  | -                    | -                    | -                    | -             | -             | -             | 9      | 5      |        |
| 2017–18                      | «Гаддерсфілд Таун»           | ПЛ                           | 5         | 0         | КА+КЛ              | 4+1                | 0                  | -                    | -                    | -                    | -             | -             | -             | 10     | 0      |        |
| 2018–19                      | «Гаддерсфілд Таун»           | ПЛ                           | 2         | 0         | КА+КЛ              | 0+1                | 0                  | -                    | -                    | -                    | -             | -             | -             | 3      | 0      |        |
| Усього за «Гаддерсфілд Таун» | Усього за «Гаддерсфілд Таун» | Усього за «Гаддерсфілд Таун» | 7         | 0         |                    | 6                  | 0                  |                      | -                    | -                    |               | -             | -             | 13     | 0      |        |
| 2019–20                      | «Падерборн 07»               | БЛ                           | 24        | 4         | КН                 | 1                  | 0                  | -                    | -                    | -                    | -             | -             | -             | 25     | 4      |        |
| 2020–21                      | «Асколі»                     | B                            | 32        | 8         | КІ                 | 0                  | 0                  | -                    | -                    | -                    | -             | -             | -             | 32     | 8      |        |
| 2021-січ. 2022               | «Асколі»                     | B                            | 11        | 3         | КІ                 | 0                  | 0                  | -                    | -                    | -                    | -             | -             | -             | 11     | 3      |        |
| Усього за Ascoli             | Усього за Ascoli             | Усього за Ascoli             | 43        | 11        |                    | 0                  | 0                  |                      | -                    | -                    |               | -             | -             | 43     | 11     |        |
| січ.-черв. 2022              | «Сампдорія»                  | A                            | 14        | 3         | КІ                 | -                  | -                  | -                    | -                    | -                    | -             | -             | -             | 14     | 3      |        |
| 2022–23                      | «Сампдорія»                  | A                            | 0         | 0         | КІ                 | 1                  | 1                  | -                    | -                    | -                    | -             | -             | -             | 1      | 1      |        |
| Усього за «Сампдорію»        | Усього за «Сампдорію»        | Усього за «Сампдорію»        | 14        | 3         |                    | 1                  | 1                  |                      | -                    | -                    |               | -             | -             | 15     | 4      |        |
| Усього за кар'єру            | Усього за кар'єру            | Усього за кар'єру            | 148       | 53        |                    | 8                  | 1                  |                      | -                    | -                    |               | -             | -             | 156    | 54     |        |